# Atherigona yiwulushan
Atherigona yiwulushan är en tvåvingeart som beskrevs av Mou 1981. Atherigona yiwulushan ingår i släktet Atherigona och familjen husflugor. Inga underarter finns listade i Catalogue of Life.